# Арзуманян, Севада Яковлевич
Сева́да Я́ковлевич (Ако́пович) Арзуманя́н (арм. Սեւադա Յակովի (Հակոբ) Արզումանյան; 24 мая 1969, Ереван) — советский и армянский футболист, армянский футбольный тренер.

## Тренерская деятельность

### Начальный этап карьеры
После завершения карьеры Арзуманян возглавил ереванский «Арарат». Его тренерская деятельность в «Арарате» совпала с кризисом возникнувшим в клубе. В 2004 году «Арарат» соединился с капанским клубом «Лернагорц». Под названием «Лернагорц-Арарат» команда выступала в чемпионате 2004 года. После первого круга от названия отбилось первое слово и осталось «Арарат». Однако игра некогда великого клуба была удручающей. Под руководством молодого специалиста Арзуманяна «Арарат», шедший на 2-строчке, после нескольких игр очутился вне призовых мест. В итоге «Арарат» занял 4-е место. Арзуманян покинул клуб. После некоторого перерыва возглавляет «Улисс». Проработав немного, покидает расположение клуба. В этом же году принимает ереванское «Динамо», выступающее в Первой лиге. Динамовцы были единственными участниками в лиге, кто имел возможность выйти в Премьер-лигу. В итоге «Динамо» заняло 4-е место в таблице и вышло в элиту, однако клуб был в дальнейшем расформирован.

### «Улисс»
Арзуманян перешёл вновь в стан ереванского «Улисса», теперь уже в роли ассистента главного тренера Сурена Барсегяна. Весной 2008 года на пресс-конференции были представлены: главный тренер, его помощники, новички клуба. В числе новичков был и Арзуманян. В первых 4-х турах команда трижды терпела поражение, вследствие этого Барсегян был отправлен в отставку, а на его место был переведён Арзуманян. В том году «Улисс» выступил по мере своих возможностей, заняв место в середине таблицы. А вот годом позже дружина Арзуманяна стала настоящей сенсацией, завоевав бронзу чемпионата. Причём 3-е место команда застолбила за собой ещё за два тура до окончания первенства. Более того, лучшим бомбардиром сезона стал нападающий «Улисса» — Артур Кочарян. В начале 2010 года в команде прошли некоторые перестановки. Клуб на прошедшей 22 марта пресс-конференции представил нового президента, капитана и новичков клуба. Арзуманян привил дух победителей в игре своей команды. В том сезоне был достигнут минимум в поставленной цели, в которой команда повторила прошлогодний успех завоевав бронзу чемпионата. А по окончании следующего сезона Арзуманян стал триумфатором, приведя своих подопечных к золотым медалями чемпионата Армении, прервав гегемонию «Пюника».
Однако следующий сезон для Арзуманяна не сложился. Команда с первого тура начала чемпионат очень плохо. После 18-ти туров команда занимала 6-е место в турнирной таблице. После очередной тренировки Арзуманян решил подать в отставку со своего поста. В первую очередь о своём решении сообщил футболистам команды, а после подал прошение о снятии с должности главного тренера. Заявление было удовлетворено руководством клуба, и Арзуманян был снят, перейдя на должность технического директора в клубной системе. На должность главного тренера с приставкой и. о. вместо Арзуманяна был назначен руководящий «Шенгавитом» Карен Барсегян.

## Достижения
- игрока:
- «Арарат» (Ереван)
  - Чемпион Армении: 1993, 1995
  - Бронзовый призёр чемпионата Армении: 1994
  - Обладатель Кубка Армении: 1993, 1994, 1995
- «Эребуни»
  - Бронзовый призёр чемпионата Армении: 1998
- «Звартноц-ААЛ»
  - Серебряный призёр чемпионата Армении: 2001
  - Финалист Кубка Армении: 2000, 2002
- тренера:
- «Улисс»
  - Чемпион Армении: 2011
  - Бронзовый призёр чемпионата Армении: 2009, 2010